# Thymoites palo
Thymoites palo är en spindelart som beskrevs av Claude Lévi 1967. Thymoites palo ingår i släktet Thymoites och familjen klotspindlar. Inga underarter finns listade i Catalogue of Life.